# Sognando Mombasa
Sognando Mombasa (Menolippu Mombasaan) è un film del 2002 diretto da Hannu Tuomainen.

## Trama
Pete è un diciassettenne finlandese che perde i sensi mentre sta suonando nella sua pop band. Portato in ospedale per accertamenti, gli viene diagnosticato un cancro ed i dottori non sanno se Pete riuscirà a celebrare il suo diciottesimo compleanno. Viene quindi ricoverato in ospedale dove fa la conoscenza di Jusa, un ragazzo "difficile", anch'esso malato di cancro, con il quale stringerà poi amicizia nonostante un primo approccio conflittuale.
Una notte, incoraggiato dalla vodka bevuta alla festa dei 18 anni di Jusa, confessa a quest'ultimo di amare Kata, la sua ragazza dei sogni conosciuta casualmente a scuola ed attualmente in Lapponia per un lavoro estivo.
Pete convince Jusa a seguirlo nel suo viaggio alla ricerca di Kata, ma Jusa in cambio chiede a Pete di accompagnarlo in Africa, per vedere, prima di morire, le spiagge di Mombasa che si è immaginato dopo aver ascoltato una canzone.
Decidono quindi di scappare dall'ospedale per raggiungere Kata, intraprendendo un lungo viaggio che gli farà vivere nuove esperienze rafforzando la loro amicizia ed assaporando la libertà.
Una volta raggiunta Kata, Pete vi trascorre una giornata insieme, ma non riesce ad informare l'amata del suo stato di salute, nonostante sia l'unico giorno che potrà trascorrere con lei in quanto il giorno seguente dovrà ripartire con Jusa alla volta di Mombasa.
Nella notte Kata sente Pete e Jusa discutere della loro malattia ed il giorno seguente decide di unirsi a loro nel viaggio verso il Kenya.
Durante il viaggio Jusa manifesta sempre più la mancanza di qualcuno che gli voglia bene, il fatto di non aver mai avuto una famiglia e di non aver mai fatto l'amore con una ragazza, mentre le sue condizioni di salute peggiorano.
Kata, mossa a compassione, decide di regalare a Jusa qualche ora di amore e Pete subisce la scelta capendo che è la cosa giusta da fare perché al suo amico non resta molto da vivere.
Il viaggio riprende, ma Jusa non vedrà mai le spiagge di Mombasa, spegnendosi in compagnia di Pete e Kata in una spiaggia della Finlandia.
Nelle scene finali si vede Pete guarito, in compagnia di Kata, salutare i suoi genitori; successivamente si allontana per andare a suonare assieme ad una rock band (conosciuta durante il suo precedente rocambolesco viaggio) un concerto nel quale lui e la band dedicheranno una canzone all'amico scomparso.